# Batisfera

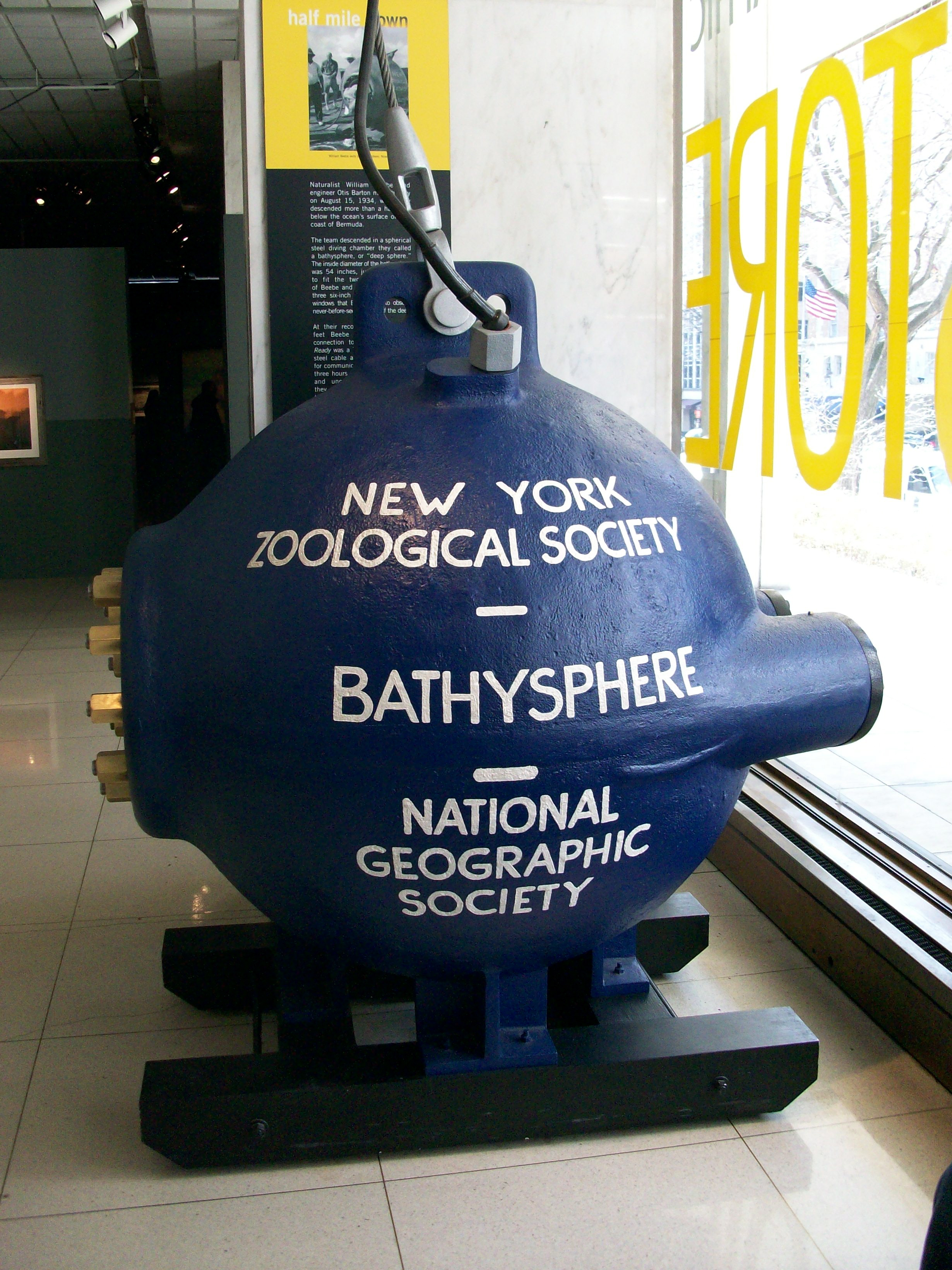
Batisfera

La batisfera és el nom que se li va donar a un enginy submergible tripulat precursor dels submarins exploradors de les profunditats abissals. Fou inventada en 1930 pels exploradors nord-americans William Beebe i Otis Barton, i usada per a realitzar les primeres exploracions in situ de les grans profunditats marines.
La batisfera és bàsicament una esfera segellada hermèticament, fabricada en acer i que posseeix una espiera d'observació en cristall reforçat. Durant el seu funcionament, la batisfera penja d'un vaixell usant un cable també de metall, que li proveeix electricitat, telecomunicacions i aire. Aquest cable és desenrotllat per a submergir la batisfera, i enrotllat per a fer-la ascendir. Realment és un objecte inert i la ruptura del cable suposava un perill important per als ocupants del giny.
En 1934, Charles William Beebe i Otis Barton imposaren el rècord de profunditat en batisfera, que és de 908,4 metres de profunditat, rècord que segueix en peus. Encara que degut al fet que a majors profunditats el pes del cable umbilical es torna immanejable, és poc probable que aquest rècord siga contestat.
En 1948, Barton baixà en solitari fins a 1.370 metres (segons el llibre de Bill Bryson, "Una Breu història de quasi tot") utilitzant una batisfera modificada, el "bentoscopo".

## Característiques tècniques
- Diàmetre: 1,44 metres.
- Gruix de les parets: 32 mil·límetres.